# Беклемишев, Николай Дмитриевич
Николай Дмитриевич Беклемишев (25 сентября 1915, деревня Малахово, Московская губерния, Российская империя — 20 октября 2002, Алма-Ата) — советский и казахстанский ученый-иммунолог, аллерголог, доктор медицинских наук (1955), профессор (1958), академик НАН РК, заслуженный деятель науки (1962). Лауреат Государственной премии Казахской ССР (1980).

## Биография
Окончил Вильнюсский университет (1939). Заместитель директора Института краевой патологии Минздрава, руководитель отдела Института эпидемиологии, микробиологии и инфекционных болезней (ныне Научный центр гигиены и эпидемиологии) Минздрава Казахстана (1972—1986). В 1986—2002 годах научный консультант центра.
Труды по курортологии, вопросам патогенеза хронического бруцеллёза, методам его лечения и профилактики. Разработал теоретические аспекты иммунологии и иммунорегуляции. В 1997—2002 годах возглавил проект «Разработка и внедрение в промышленное производство фитопрепаратов для обеспечения лекарственными средствами отечественных медицинских учреждений и населения республики». Автор более 350 научных работ, в том числе 24 монографий. Награждён орденом «Знак Почета», Октябрьской Революции, Дружбы народов.

## Сочинения
- Аллергия к микробам в клинике и эксперименте. — М., 1979.
- Поллиаллергия. — А.-А., 1983.
- Поллинозы. — М., 1986 (соавт.).
- Иммунопатология и иммунорогуляция при инфекциях, инвазиях и аллергиях. — А., 1992.
- Лекарства из растении. — А., 2002.
- Руководство по проведению клинических испытаний лекарственных средств. — А., 2003 (под ред. Н. Д. Беклемишева).